# Громовнице
Громовнице (енгл. Thunder Force) амерички је суперхеројско-хумористички филм из 2021. године, редитеља Бена Фалкона, док главне улоге играју Мелиса Макарти, Октејвија Спенсер, Боби Канавале, Пом Клементиф, Тејлор Мосби, Мелиса Лио и Џејсон Бејтман. Пета је сарадња Макартијеве и њеног супруга, Фалкона, и прати две пријатељице из детињства које измишљају начин да постану суперхероји у свету у којем су криминалци развили супремоћи.
Филм је дигитално издат 9. априла 2021. године, дистрибутера Netflix-а. Добио је углавном негативне критике критичара.

## Радња
У марту 1983. године, Земља је била подвргнута космичким зрацима који су социопатама дали супермоћи, што је резултирало порастом суперзликоваца познатих као Изгредници. Пошто нико не може да заустави Изгреднике, нормални људи обично остају да живе у страху да ће их напасти. Након што је Изгредник убио њене родитеље генетичаре на путу кући с посла, Емили Стантон постаје одлучна да пронађе начин да заустави Изгреднике.
До 1985. године, Емили је жртвовала велики део свог друштвеног живота у корист истраживања могућих метода борбе против Изгредника. Док то доводи до тога да је малтретирају у школи, Лидија Берман се залаже за њу и постаје њена најбоља и једина пријатељица. Лидија подржава Емилин сан о давању супермоћи нормалним људима, иако се труди да се Емили не преоптерети. Године 1993, када Лидија убеди Емили да одспава пола сата од учења, Емили случајно преспава и пробуди се касно на завршни испит, нарушавајући њихову везу и раздвајајући их.
Године 2024, Емили и Лидија су кренуле својим путем, при чему је Емили постала успешна научница и истраживач за своје предузеће, а Лидија ради на утовару и истовару. Лидија покушава да се поново повеже са Емили кад дође њихова прослава годишњице матуре у средњој школи и позове је да дође. Када се не појави у ноћи прославе, Лидија закључује да је Емили и даље непријатно што сама иде на забаве и одлази по њу. Емили јој каже да је, иако би волела да оде на прославу, заборавила када је она и има пројекат на којем мора да ради те ноћи, а који Емили жели да покаже Лидији. Нажалост, Лидија је случајно себи убризгала серум на којем је Емили радила.
Након што је убризган серум, Лидија сазнаје од Емили да је серум дизајниран да нормалној особи даје надљудску снагу и да ће морати проћи посебну обуку и третман како је серум не би убио. Емили се такође придружује Лидији у третману, иако мање болном јер је Емили узела серум у облику таблета како би имала другу супермоћ, невидљивост. Током тридесет три дана лечења и обуке, Лидија и Емили се зближавају. Лидија открива да је Емили у годинама након завршене средње школе, добила ћерку, Трејси, са једним од истраживача, који није могао да се носи са одговорношћу и напустио их је.
Када заврше обуку и лечење, Емили и Лидија спречавају пљачку продавнице пића коју води Изгредник са раковим рукама познатим као Рак, који се заљубљује у подједнако опчињену Лидију, што је забринуло Емили. Емили и Лидија, познате као суперхеројски тим Громовнице, хваљене су због херојства. Тиме Громовнице скрећу пажњу кандидата за градоначелника, Вилијама „Краља” Стивенса, чија је кампања изграђена на идеји да само он може окончати злочине Изгредника.
Уз помоћ Ласер, Изгреднце која може генерисати и контролисати енергетске зраке попут бича, Краљ покушава да натера Громовнице да раде за њега, остављајући Чикаго на милост и немилост Изгредника, осим ако не победи на изборима за градоначелника. Громовнице настављају да се боре против криминала са својим супермоћима и подржавају супарничку кандидаткињу за градоначелника, чиме је Краљ изгубио на изборима. Краљ затим шаље Ласер да нападне Громовнице када су у ресторану. Када покушава да побегне, Лидија баца аутобус на њу упркос Емилиним упозорењима. Иако нико није повређен, Емили одлучује да је Лидијина импулсивност више проблематична него корисна, што опет заоштрава њихово пријатељство.
У покушају да се исправи, Лидија одлази на састанак са Раком како би добила неке корисне информације. Уз то како је Рак несхваћена особа која је морала да се окрене криминалном животу, Лидија сазнаје да Краљ планира да разнесе све који нису гласали за њега на изборима, заједно са новом градоначелницом, на забави чији је домачин под маском прославе нове градоначелнице. Говори Емили шта је сазнала и мири се с њом.
Након што су се последњи пут борили против Ласер, Громовнице су спречиле Краља да активира бомбу. Када успеју да пронађу бомбу, Краљ одлучује да се сам бори против Громовница, откривајући се као Изгредник са надљудском снагом, иако знатно јачи од Лидије. Пре него што Краљ успе да убије Лидију, Рак се бори против Краља и он му одсече кљешта. Тучи се придружује и Трејси, која је себи убризгала мајчин серум, дајући јој могућност да трчи надљудском брзином. Иако успевају да победе Краља, Громовнице схватају да ће бомба експлодирати пре него што је деактивирају.
Без гаранције да ће бомба бити довољно стабилна да не експлодира док Трејси носи бомбу на неко сигурно место, Лидија одлучује да се жртвује, знајући да може барем смањити утицај експлозије. Она искочи из зграде са бомбом и зарони у реку Чикаго, наизглед умирући у експлозији. Међутим, болничари успевају да пронађу њено тело и реанимирају је. Громовницама, сада са јачим пријатељством између Емили и Лидије, градоначелница нуди помоћ градских ресурса, што оне прихватају.

## Улоге
| Глумац                 | Улога                  |
| ---------------------- | ---------------------- |
| Мелиса Макарти         | Лидија Берман / Палица |
| Октејвија Спенсер      | Емили Стантон / Бинго  |
| Џејсон Бејтман         | Џери / Рак             |
| Боби Канавале          | Вилијам Стивенс / Краљ |
| Пом Клементиф          | Ласер                  |
| Мелиса Лио             | Али                    |
| Тејлор Мосби           | Трејси                 |
| Марчела Лоуери         | баба Норма             |
| Мелиса Понцио          | Рејчел Гонзалес        |
| Бен Фалкон             | Кени                   |
| Кевин Дан              | Франк                  |
| Тајрел Џексон Вилијамс | Џеси                   |
| Сара Бејкер            | Б. Рат                 |
| Дејвид Сторс           | Ендру                  |
| Брендан Џенингс        | Клајд                  |
| Џексон Дипер           | млади Вејн             |